# Kasymguly Babaýew
Kasymguly Babaýew (ros. Касымгулы Бабаев, Kasymguły Babajew) – turkmeński polityk związany ze środowiskiem politycznym prezydenta Gurbanguly Berdimuhamedowa. 18 sierpnia 2013 objął urząd przewodniczącego Demokratycznej Partii Turkmenistanu po rezygnacji z tego stanowiska Berdimuhamedowa. 3 kwietnia 2018 został zastąpiony przez Atę Serdarowa.